# Gusterberg
Der Gusterberg (früher Gustermaierberg) ist ein Berg im oberösterreichischen Alpenvorland, 2 km südlich von Kremsmünster. Mit einer Höhe von 488 m ü. A. hat man von dem Berg, der eine kuppenförmige Gestalt aufweist, eine prächtige Aussicht auf die südlich gelegenen Kalkalpen -- vom Hochkogel bei Randegg in Niederösterreich (Osten) bis zu den Salzburger Bergen im Westen. Bei guter Sicht reicht sie sogar bis zum Staufen in Bayern.

## Fundamentalpunkt der Landesvermessung
Das bemerkenswerte am Berg ist weniger Form noch Höhe, sondern dass er 1817 zum Koordinaten-Ursprung  der oberösterreichischen Landesvermessung gewählt wurde. Er ist einer der sechs Fundamentalpunkte der Franziszeischen Landesaufnahme von Österreich-Ungarn (1810–1850). Auf ihn bezog sich die Katastervermessung und Kartografie der damaligen Kronländer Oberösterreich, Salzburg und des Königreichs Böhmen.

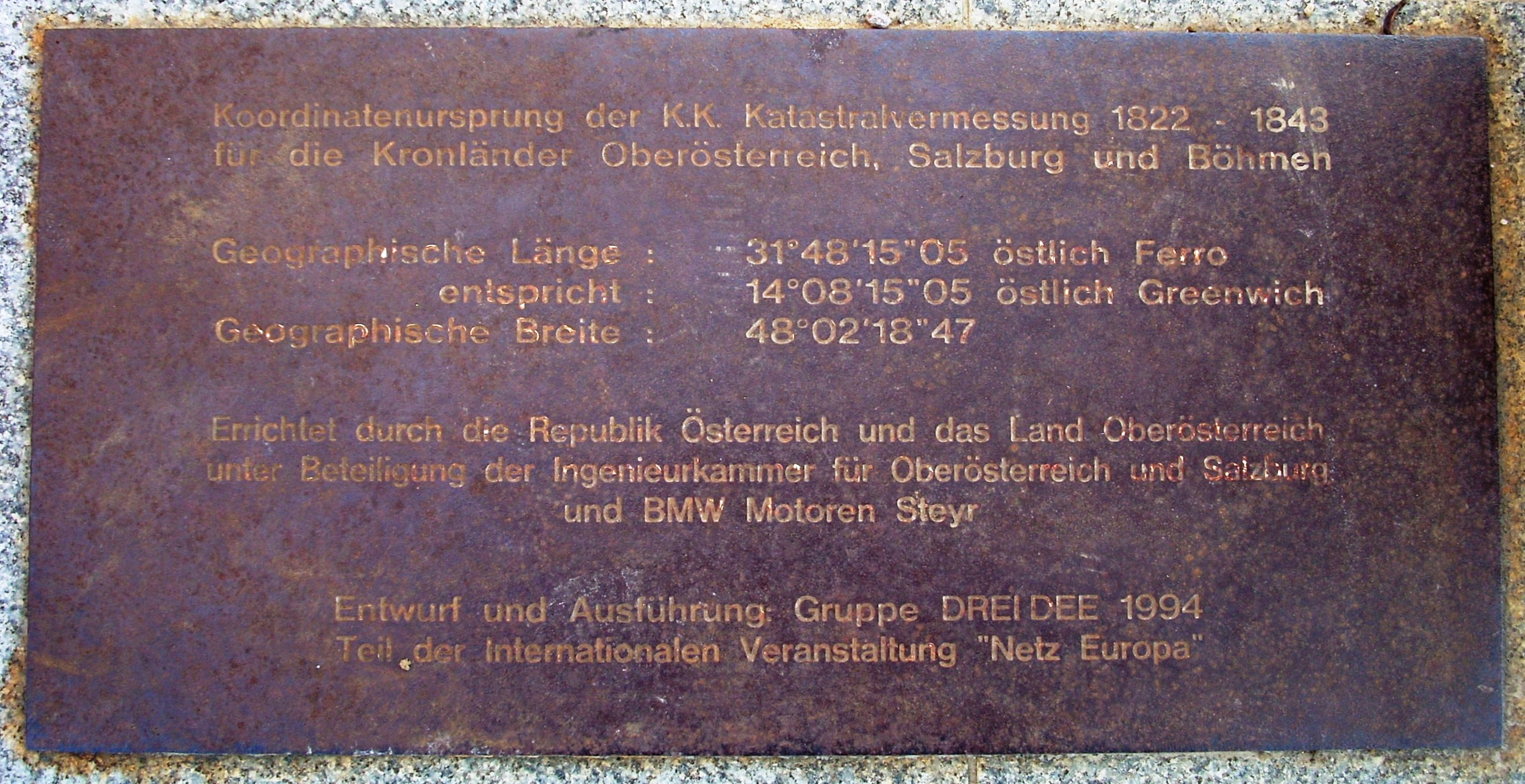
Astro-geodätische Vermessung

Die Landesaufnahme erfolgte nach dem kaiserlichen Patent vom 23. Dezember 1817 in den Jahren 1823 bis 1830.
Heute ist der Gusterberg ein Triangulierungspunkt 2. Ordnung mit der Bezeichnung 9-50, d. h. Nr. 9 auf der Karte 50. Er ist mit einem Eisenrohr, Klinkerplatten und Versicherungssteinen stabilisiert.
Seine Koordinaten sind in Bezug auf den Meridian M31 + 59.943,20 m östlich und 5.322.465,58 m nördlich des Äquators.

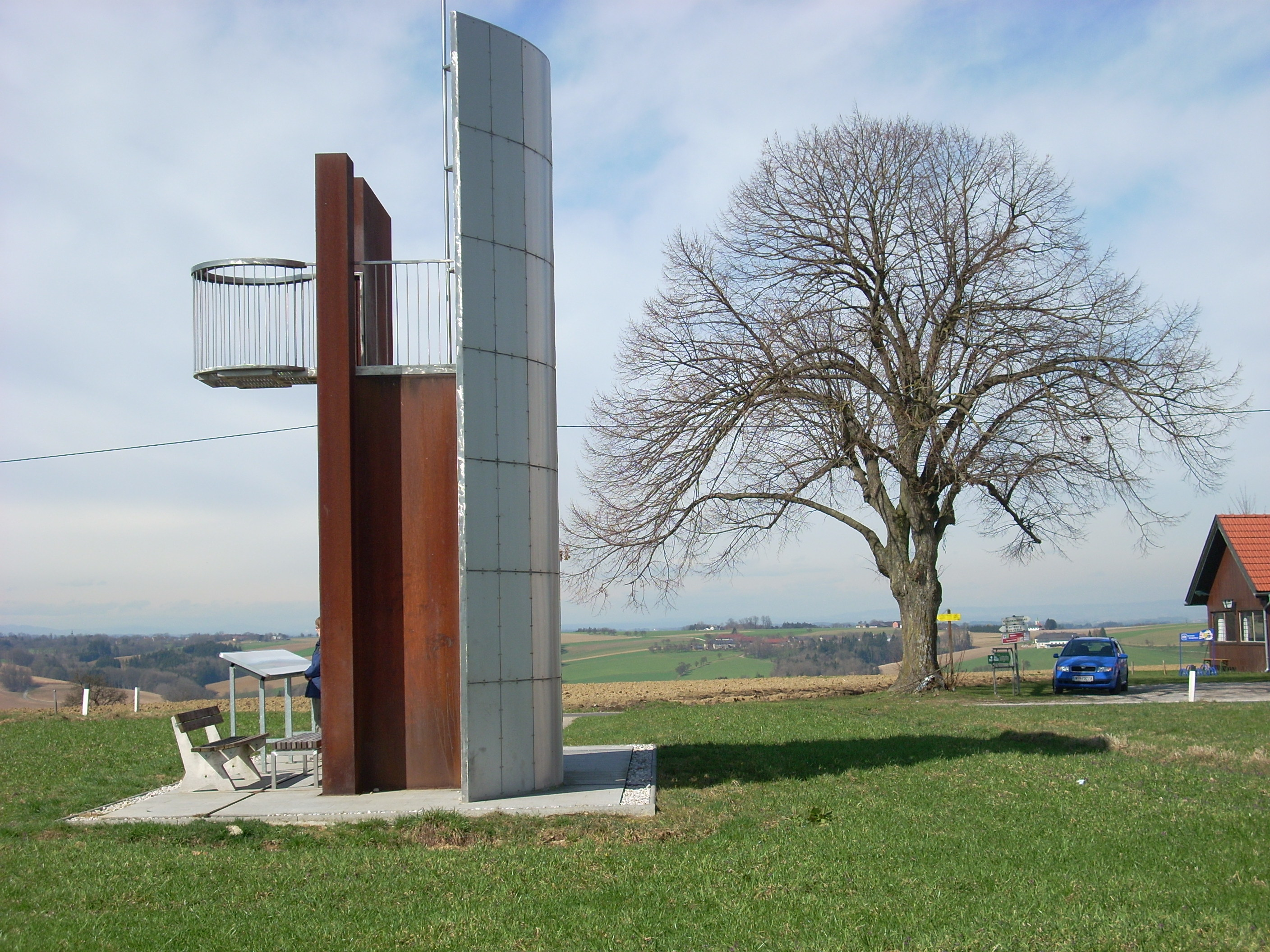
Baum mitten in der Welt (Gusterberg, 2010). Der 1916 gepflanzte „Nachfolgebaum“ hat schon 3 m Umfang. Links die neue Aussichtswarte.

## Baum mitten in der Welt
An der Stelle des Nullpunktes, die rundum unbebaut war, wurde eine Linde gepflanzt, die die Bezeichnung Baum mitten in der Welt erhielt. Im Jahr 1911 wurde in unmittelbarer Umgebung der Linde auch der Gasthof Zum Baum mitten in der Welt erbaut.
Im Kriegsjahr 1916 setzte man an der anderen Straßenseite eine neue Linde, da man befürchten musste, dass die bisherige nach zahlreichen Blitzschlägen umbrechen könnte. Sie wurde aber erst im Jahr 1929 gefällt. An dieser ursprünglichen Stelle findet man einen 110 cm hohen Stein, der die Aufschrift Österreichische Landesvermessung 1930 trägt.
Der neue Baum mitten in der Welt hatte bereits 1983 einen Stammumfang von 2,15 m.

## Geologie
Auch geologisch sind der Gusterberg und seine Umgebung interessant. Die Gegend ist bedeutend in der Eiszeitforschung des nördlichen Alpenrandes. Beim Abbau von Baumaterialien wurden bereits 1818 die ersten Fossilien und auch Knochenreste von Höhlenbären gefunden.
In einer Tiefe von 40 bis 70 m findet man das Gestein mit der Bezeichnung Weiße Nagelfluh mit einer Stärke von 4 bis 10 m.